# Papp Mihály (napszámos)
Papp Mihály (Magosliget, 1888. szeptember 19. – Magosliget, 1969. május 24.) napszámos, Móricz Zsigmond róla mintázta Joó György alakját A boldog ember című regényében.

## Életútja
Papp Mihály eszes és szorgalmas, ezermester parasztember volt, azonban falujában nem jutott munkalehetőséghez. Budapesten volt napszámos néhány évig. Amikor nem talált munkát, 1932-ben felkereste unokatestvérét, Móricz Zsigmond írót, neki mesélte el fiatalkori megpróbáltatásait. 1932-33-ban Móricznál lakott Leányfalun a családjával, s a kerti munkában, valamint a kőművesmunkákban segédkezett az írónál. Élményei, elbeszélései nyomán minimális változtatásokkal írta meg Móricz A boldog ember című regényét 1935-ben.